# Frea floccifera
Frea floccifera är en skalbaggsart som beskrevs av Max Quedenfeldt 1885. Frea floccifera ingår i släktet Frea och familjen långhorningar.
Artens utbredningsområde är:
- Angola.
- Benin.
- Gabon.
- Ghana.
- Nigeria.
- Togo.

Inga underarter finns listade i Catalogue of Life.